# Herbst-Zackenrandspanner

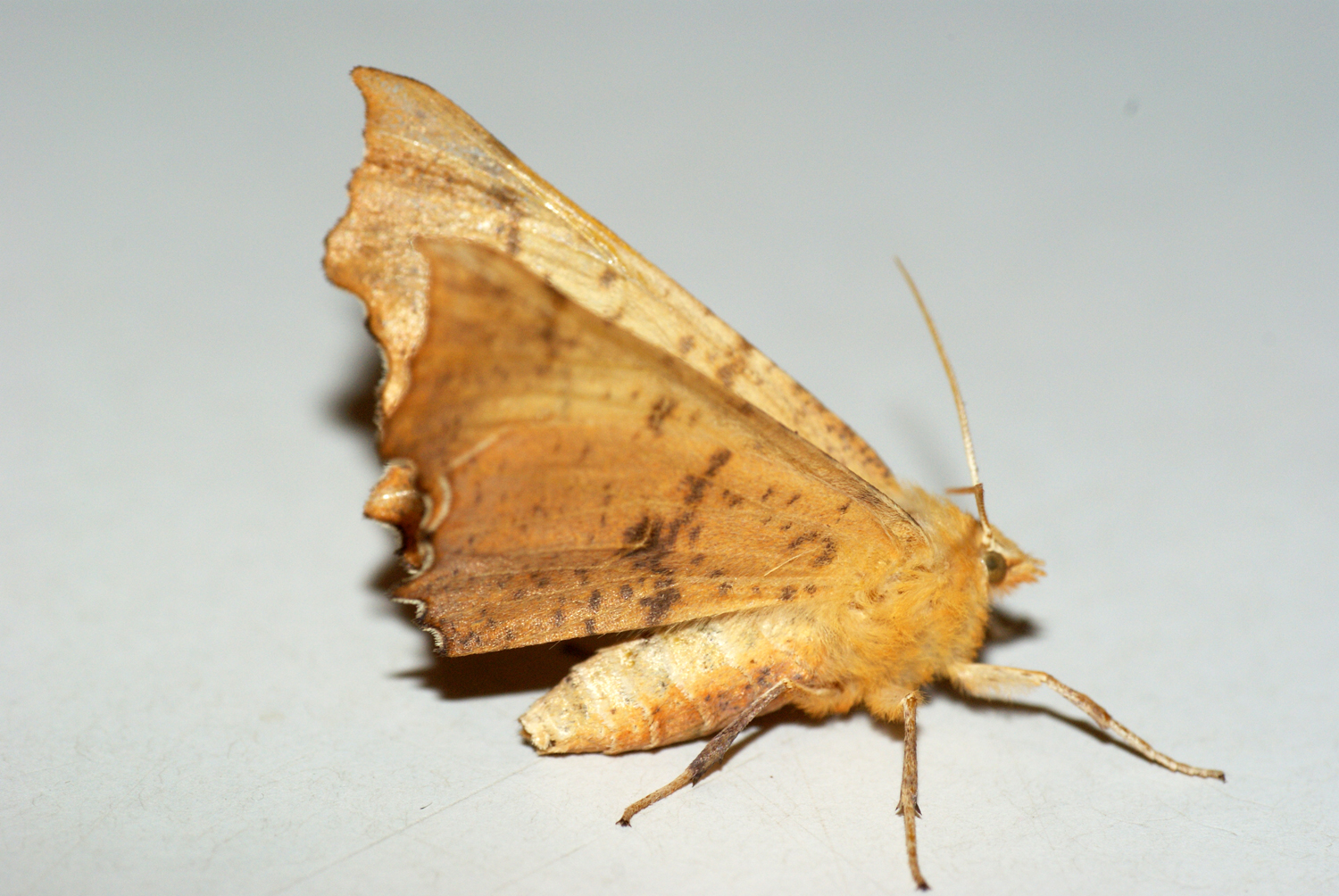
Weibchen

Der Herbst-Zackenrandspanner (Ennomos autumnaria), zuweilen auch als Herbstlaubspanner bezeichnet, ist ein Schmetterling (Nachtfalter) aus der Familie der Spanner (Geometridae). Das Artepitheton leitet sich von dem lateinischen Wort autumnus mit der Bedeutung „herbstlich“ ab und bezieht sich auf die Flugzeit der Falter.

## Merkmale

### Falter
Die Falter erreichen eine Flügelspannweite von 41 bis 47 Millimetern bei den Männchen und von 47 bis 52 Millimetern bei den Weibchen. Die Flügeloberseiten sind ockergelb bis gelborange gefärbt und mit bräunlichen bis violett grauen Sprenkeln überzogen. Das Mittelfeld der Vorderflügel wird von zwei dunklen Querlinien begrenzt, die sich am Innenrand annähern. Die Flügelränder sind unregelmäßig gezackt. Die Fühler der Männchen sind kräftig doppelkammzähnig, die der Weibchen sehr kurz doppelt gesägt. Ein Saugrüssel fehlt.

### Präimaginalstadien
Das Ei ist tonnenförmig, kantig und zunächst violett braun oder olivgrün gefärbt. Kurz vor dem Schlüpfen der Raupen nimmt es eine schokoladenbraune Farbe mit weißer Kante an. Die Mikropyle ist schwarz, die Mikrophylrosette 11- bis 15-blättrig.
Die Raupen sind sehr schlank und im Wesentlichen rindenbraun. Am fünften, sechsten und neunten Segment heben sich warzenartige Höcker sowie am elften, zwei kurze Spitzen ab. Der Kopf ist groß und dunkelbraun punktiert. Im Gesamteindruck wirken die Raupen wie ein abgebrochener Zweig und sind dadurch von Fressfeinden kaum zu erkennen.
Die Puppen sind grünlich bis gelblich und leicht gefrostet. Der Kremaster ist faltig und am Ende mit mehreren schwarzen Hakenborsten versehen.

### Ähnliche Arten
Die ähnlich gefärbten Zackenrandspannerarten Eichen-Zackenrandspanner (Ennomos quercinaria), Eschen-Zackenrandspanner, (Ennomos fuscantaria), Birken-Zackenrandspanner, (Ennomos erosaria) und Erlen-Zackenrandspanner (Ennomos alniaria) zeigen sämtlich keine oder nur eine geringe dunkle Sprenkelung auf den Flügeloberseiten und sind kleiner.

## Verbreitung und Lebensraum
Der Herbst-Zackenrandspanner ist in Europa und dem gemäßigten Asien bis nach Japan verbreitet. In Korea lebt die Unterart Ennomos autumnaria koreennomos, in Tianmu Shan und Chekiang Ennomos autumnaria pyrosticta sowie in Nordchina Ennomos autumnaria sinica. Hauptlebensraum sind Laubwälder und Parkanlagen. Die Falter wurden selbst im Stadtkern von Großstädten nachgewiesen. Dies deutet darauf hin, dass sich die Raupen gerne von den Blättern von Linden (Tilia), die in Stadtparks und an Alleen zu finden sind ernähren. Darauf ist auch der gelegentlich verwendete Trivialname „Lindenparkland-Zackenrandspanner“ zurückzuführen. In den Alpen steigt die Art bis auf etwa 600 Meter Höhe.

## Lebensweise
Die Falter sind überwiegend nachtaktiv und fliegen in einer Generation zwischen August und Oktober. Sie erscheinen nachts an künstlichen Lichtquellen. In ihrer Ruheposition winkeln sie die Flügel meist schräg ab. Die Eier werden in ausgedehnten Eispiegeln an Ästen oder Blättern abgelegt und überwintern. Die Raupen leben zwischen Mai und Juni des folgenden Jahres und ernähren sich von den Blättern verschiedener Laubhölzer, dazu zählen Linden (Tilia), Birken (Betula) Eichen (Quercus ), Erlen (Alnus), Weiden (Salix) und Prunus.